# Anadara nugax
Anadara nugax is een tweekleppigensoort uit de familie van de Arcidae. De wetenschappelijke naam van de soort is voor het eerst geldig gepubliceerd in 1939 door Tom Iredale.